# Ultra Seven
Ultraseven (ウルトラセブン Urutorasebun?) llamado Ultra Siete en Hispanoamérica, es un superhéroe japonés perteneciente a la saga de las Ultraseries. La serie fue creada por Tsuburaya Productions.

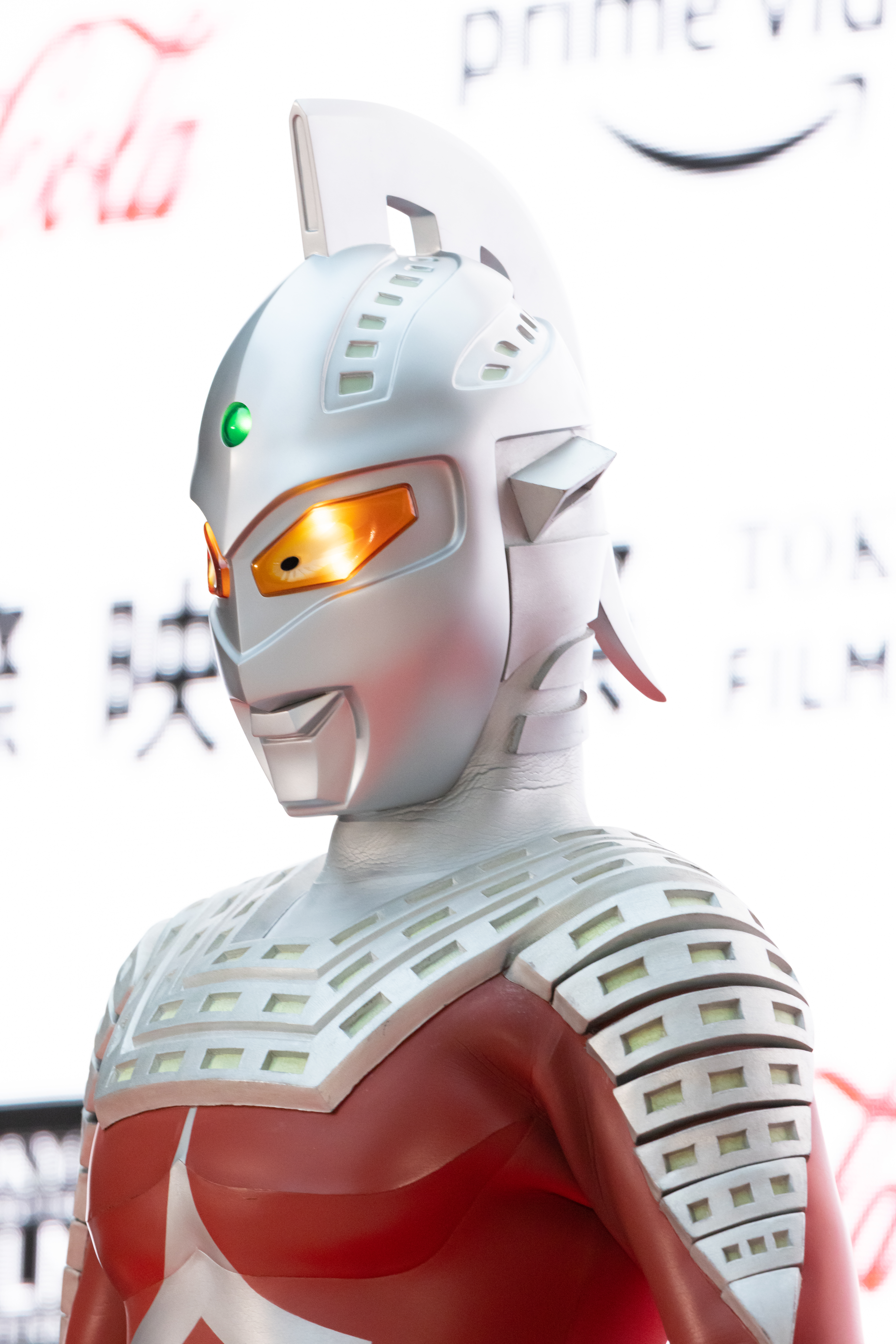
Aspecto del superhéroe Ultraseven.

Debido a que las historias de Ultraseven eran un poco más oscuras, comparándolas con las de Ultraman, la serie no tuvo la aceptación esperada, pero fue gracias a su reposición que el público pudo finalmente apreciar la calidad de sus historias y transformarla en una de las mejores series de la TV Japonesa.

## 1.ª temporada
Ultrasiete (Urutora Sebun) (también conocido como Observador Espacial #340) es originario de Nebula M-78. Al llegar a la Tierra, haciendo trabajos de cartografía sobre nuestra galaxia, ve a dos hombres que estaban realizando alpinismo, y uno de ellos estaba a punto a caer. Cuando la soga que los sostenía no podía seguir aguantando el peso de ambos, el otro, Jiroh Satsuma(*), decide sacrificarse cortando dicha soga para que su amigo sobreviva, pero antes de caer, es salvado por Seven. Éste, para honrar el valor del humano, decide copiar su forma física, transformándose así en un doble de él, tomando el nombre del "Dan Moroboshi" (諸星・弾, Moroboshi Dan).
Dan se une al Escuadrón Ultra, fuerza perteneciente a la TDF (Terrestrial Defense Force / Fuerza Terrestre de Defensa) la cual se dedicaba a combatir los ataques extraterrestres, el escuadrón estaba conformado por los que serían sus futuros compañeros,  los cuales aparecerían en casi todos los episodios siguientes, entre los que destaca Anne, la que sería su mejor amiga, y quien con el tiempo terminaría enamorada de él. El resto del equipo estaba formado por los agentes Amagi, Soga, Furuhashi, y el Capitán Kiriyama, entre otros.
A la hora de un ataque del Kaiju (monstruo espacial), Dan Moroboshi espera a que el escuadrón del primer golpe, pero cuando el escuadrón se ve desbordado, saca el Ultraojo (Ultraeye), una especie de lentes con bordes rojos que le da el poder de transformación a Ultrasiete.
Ultrasiete tenía una infinidad de técnicas, pero la que más destaca es la cuchilla que lleva en su cabeza (Eye Slugger), la cual lanza a su enemigo. A diferencia de Ultraman, éste no tiene un tiempo de pelea limitado, pues los rayos del Sol le dan su fuerza.
Además Dan Moroboshi contaba con unas pequeñas cápsulas, donde guardaba unas bestias para que combatieran contra los monstruos por si algo le imposibilitaba transformarse. Estas eran Widman, Miclas y Agira.
Las constantes batallas cansaron a Ultrasiete hasta el punto de que el Seven Superior se le apareció, diciéndole que debía volver a Nebula M-78, porque si seguía peleando, podría morir. En ese momento aparecieron los monstruos más destructivos, así que se transformó en Ultraseven por última vez. Tras vencer en una dura batalla, Dan revela su identidad secreta a Anne, y luego regresa a su lugar de origen.
(*) Jiroh Satsuma aparecerá nuevamente en un capítulo donde quedará atrapado en una mina. Dan Moroboshi tratará de salvarlo, pero al mismo tiempo deberá evitar que el resto de escuadrón Ultra se dé cuenta que tanto él como Jiroh son físicamente iguales.

## Secuelas
Ultraseven es el único ultraman que tiene series recurrentes.
Se hicieron filmes de 1 hora aproximadamente (equivalente a un largometraje) en diferentes temporadas:
2.ª Temporada en los 80's: Ultraseven no ha regresado a su planeta, no tuvo energía para regresar y cayo atraído por la fuerza gravedad de la tierra y conservado por 20 años en instalaciones secretas del gobierno. El escuadrón ultra dirigido por el capitán Furujashi lo encuentra pero antes el monstruo Helekin (de la 1.ª temporada que ha regresado a la tierra) lo encuentra y sus amos utilizan una nueva arma terrícola contra el inerme Ultra Seven: un captador de energía del sol que canaliza toda la energía en un pequeño pero potente haz. Gran error. Ultraseven recibe el baño de radiación solar y en lugar de ser destruido revive con nueva energía y destruye a Helekin. Las tres películas que siguen en la temporada son la secuela de esta aventura, con un Dan Moroboshi envejecido que no desea ser visto por los miembros de Escuadrón Ultra.
3.ª Temporada en los 90: Con otro nuevo escuadrón ultra, Ultraseven sigue ocultándose pero en la primera de estas películas Dan ha perdido la memoria y debe luchar por recuperarla. Aun así una familia le da el ultraojo en el momento crítico, su interacción con el nuevo escuadrón ultra y la nueva personalidad que asume temporalmente (reemplaza a Kasamori, miembro de escuadrón ultra) y su regreso a Nebula es la trama de esta tercera temporada.
4.ª Temporada: Ultraseven es juzgado en su planeta por haber exterminado a los Nomaltan en beneficio de los humanos, es condenado a la eternidad atado en un aerolito espacial. pero desde ahí "desprende su energía" (o algo así) y la envía a la tierra, donde se fusiona definitivamente con el ya mencionado Kasamori asumiendo definitivamente esa nueva identidad.

## UltraSiete X
Del 2008, una serie de 12 capítulos de trama muy dark y adulta, el agente Jin de la organización DEUS (algo así como los men in black, no usan uniformes y son algo así como espías) despierta en una habitación sin recordar quien es, una mujer vestida de blanco le da un ultra ojo y empieza a guiarlo en su lucha contra el mal, sin embargo él recibe órdenes de sus desconocidos jefes para misiones secretas de destrucción de los extraterrestres ilegales peligrosos (los legales están permitidos). Poco a poco va redescubriendo sus poderes y dándose cuenta de que los verdaderos enemigos eran el gobierno unido de la tierra que está formado por ser no humanos que dominan a la raza humana y que preparan una invasión contra un mundo paralelo a través de un portal dimensional, el mundo resulta ser el nuestro. Recién en el último capítulo recupera la memoria y conoce que él había muerto y que un gigante rojo se había fusionado con el (venido del mundo paralelo: nuestro mundo) y que la dama era su novia, en la última escena el gigante rojo después de salvar el mundo se despide y regresa a su mundo (nuestro universo, la tierra) y se ve que es el Dan Moroboshi que conocemos y se reúne con su pareja que lo esperaba: Ann. Toda una serie espectacular.

## Personajes — El Escuadrón Ultra (ウルトラ警備隊)
Junto a Ultrasiete, seis miembros de élite de la Fuerza de Defensa Terrestre (TDF por sus siglas en inglés), luchaban contra los alienígenas utilizando vehículos, flota y artillería de alta tecnología.
- Kaoru Kiriyama: El capitán del Escuadrón Ultra. Un líder inteligente y de buen corazón. Proveniente de Tokio.
  - Actor: Shōji Nakayama
- Shigeru Furuhashi: Fuerte, voluminoso y de gatillo rápido, es uno de los oficiales del Escuadrón. Varios años después, él se convertiría en capitán del Escuadrón Ultra y aliado de Ultrasiete. Proviene de Hokkaido.
  - Actor: Sandayū Dokumamushi
- Anne Yuri: La única miembro femenina y la más joven del Escuadrón Ultra. Se ocupaba inicialmente de atender a enfermos y heridos como enfermera, pero también trabajaba en comunicaciones. La mejor amiga de Dan Moroboshi, de quien luego se enamoró perdidamente. Ella también es de Tokio.
  - Actriz: Yuriko Hishimi
- Soga: El experto tirador del Escuadrón Ultra. Sencillo, relajado y alegre pero a la vez feroz en la batalla. Uno de los amigos cercanos de Dan Moroboshi. Proviene del sur de Kyushu.
  - Actor: Shinsuke Achiha
- Amagi: El estratega nervioso y timorato, encargado de las comunicaciones en el Escuadrón Ultra. Padece de acrofobia. Es oriundo de Nagoya.
  - Actor: Bin Furuya
- Dan Moroboshi/Ultrasiete (Agente 340): El personaje principal de la historia. Es un soldado de la Tierra de la Luz en la Nebula M-78 (el mismo planeta de donde proviene Ultraman). Fue comisionado originalmente para trazar el mapa de la Vía Láctea; durante sus viajes visita un planeta que lo cautiva: el planeta Tierra, y en su primera visita salva la vida de un joven montañista llamado Jiroh Satsuma, quien casi muere al caer de una gran altura luego de cortar la cuerda que a su vez sostenía a su compañero, evitando así que éste corra la misma suerte. En lugar de mezclarse con él como Ultraman lo hizo con Hayata, el Agente 340 clona físicamente a Jiroh (quien se encontraba inconsciente) y utiliza ropas aún más casuales para evitar sospechas, pero crea la identidad de "Dan Moroboshi" para evitar confusiones. Moroboshi se une al Escuadrón Ultra como su sexto miembro luego de ayudar a Furuhashi y Soga impidiéndoles inicialmente que crucen una vía debido a que unos alienígenas atacaban en la zona de manera invisible.
  - Actor: Kohji Moritsugu como Dan Moroboshi; Ultrasiete: Koji Uenishi

## Vehículos y naves
- Ultra Halcón 1 (Ultra Hawk 1): Una aeronave utilizada regularmente para patrullaje, la cual puede desprenderse en 3 partes igualmente equipadas: Alfa (fuselaje y cola), Beta (alas de la parte media del avión) y Omega (alas de la parte trasera). Es la nave más poderosa del Escuadrón Ultra equipada con rayos y misiles.
- Ultra Halcón 2 (Ultra Hawk 2): Nave en forma de cohete que también hacía vuelos de reconocimiento tanto en el cielo como en el espacio.
- Ultra Halcón 3 (Ultra Hawk 3): Avión pequeño de patrullaje aéreo.
- Magmalizador (Magma Raiser): Vehículo especializado para movilizarse bajo tierra.
- Pointer: Auto que el Escuadrón Ultra utilizaba para movilizarse por varias prefecturas con el fin de patrullarlas.
- Hydrangers: Pequeños submarinos que servían para reconocimiento en la profundidad de los mares.

## Doblaje al español (Hispanoamérica)
- Capitán Kiriyama: Manuel de la Llata
- Anne Yuri: Magdalena Leonel Ruvacalba
- Furuhashi: Santiago Gil
- Soga: Angel Aragón
- Amagy: Jorge Sánchez Fogarty
- Dan Moroboshi: Salvador Nájar
- Comandante General Escuadrón Ultra:Luis Rizo
- Narrador:Carlos David Ortigosa, Santiago Gil

| Predecesor: Ultraman | Ultraseries 1967 | Sucesor: Ultraman Jack |

- Datos: Q2531879
- Multimedia: Ultra Seven / Q2531879